# Policejní násilí

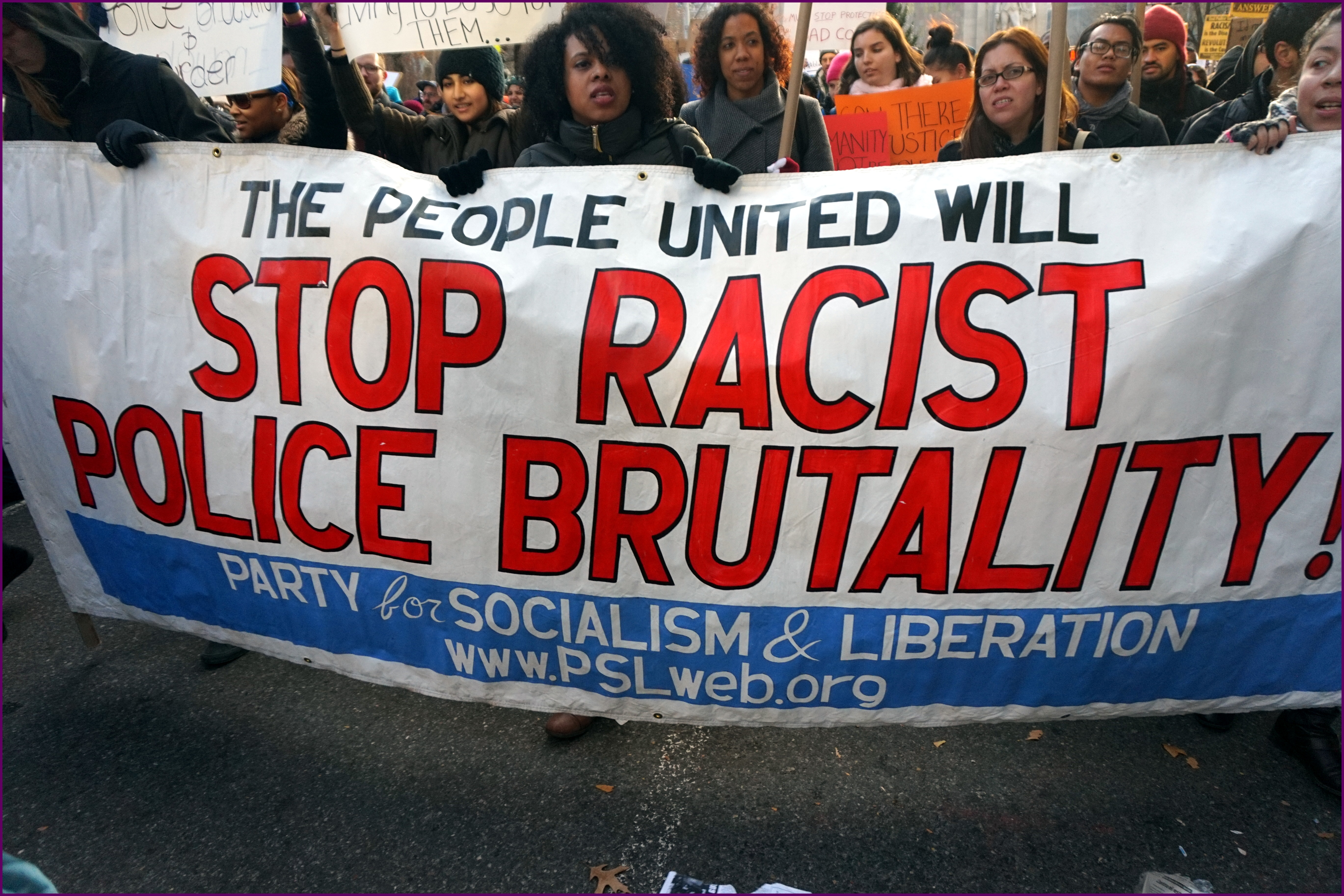
Aktivisté z Black Lives Matter protestují proti policejnímu násilí ve Spojených státech

Policejní násilí nebo policejní brutalita je záměrné použití nadměrné síly, obvykle fyzické, prováděné během donucovacích činností na obyvatelstvu.[zdroj⁠?!] Tento typ chování zahrnuje rovněž verbální útoky a psychologické zastrašování policistou.
Německý kriminolog Norbert Pütter udává jako příčiny policejní brutality těchto sedm bodů:
1. osobní psychologické deficity policistů,
2. chybějící profesionalita policistů v určitých situacích,
3. pracovní podmínky policistů, pokud jsou vystaveni přetížení, strachu a frustraci,
4. mužská subkultura obdivující násilí, jaká převládá u policistů na základní úrovni,
5. specifika policie jako instituce,
6. právo policistů omezovat práva a svobody jednotlivců,
7. zasahování politiky do práce policie.[1]

Policejní násilí se odehrává v policejních vozech nebo na služebnách, postiženými bývají drogově závislí, bezdomovci, prostitutky a příslušníci etnických menšin, dále také demonstranti a novináři.[zdroj⁠?!]